# Boyi Kao

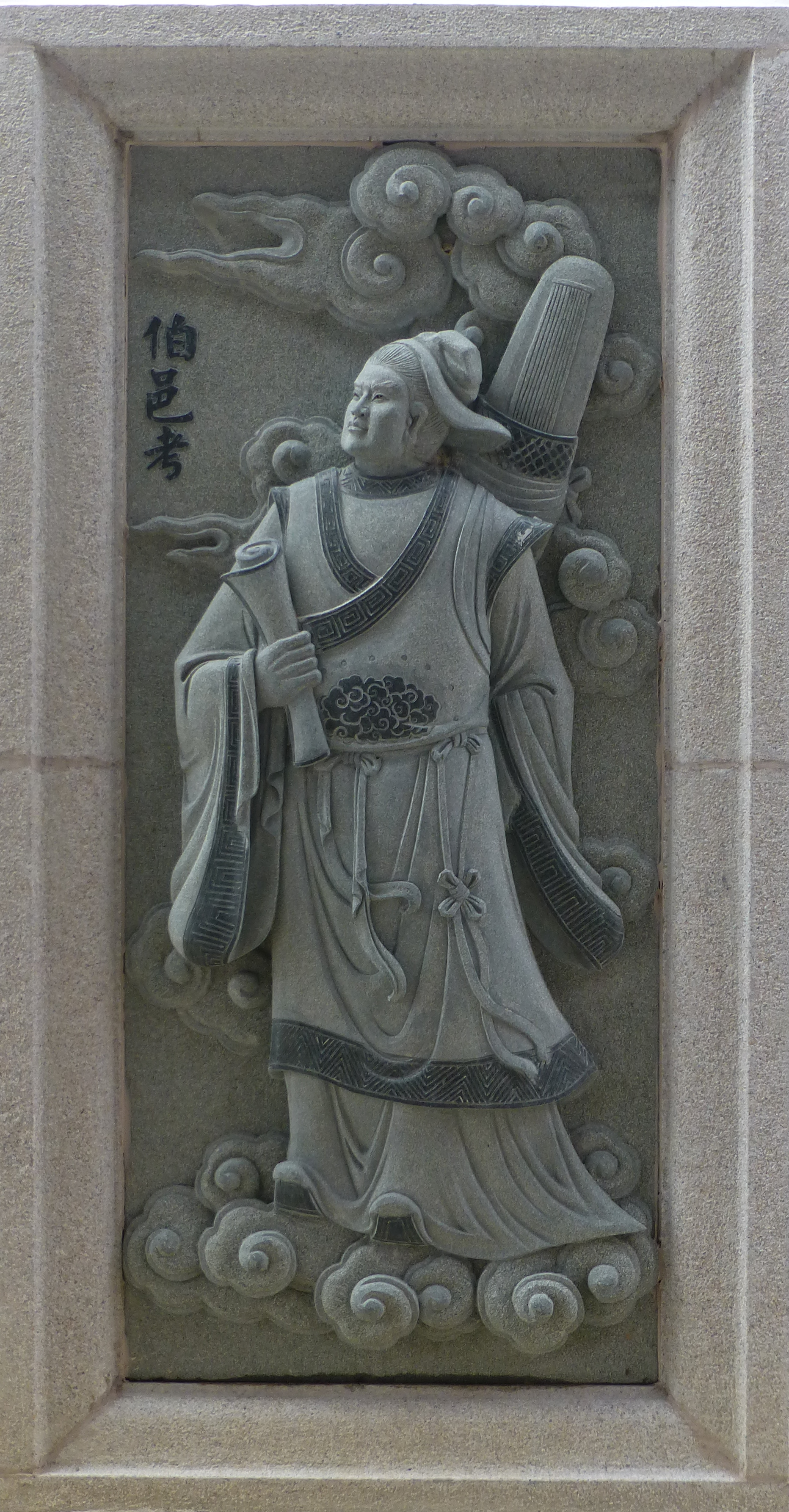
Fotografia do Templo de Ping Sien Si em Perak, Malásia, tirada por Anandajoti.

Boyi Kao, nome honorífico de Ji Kao (Bo = "O Mais Velho"), foi o filho primogênito de Ji Chang, o conde Wen, fundador honorário da dinastia Zhou da China Antiga. Sua mãe era Taisi. Ele era o mais velho de dez irmãos e uma irmã, além de pelo menos outros oito meio-irmãos, sendo por isso o herdeiro presuntivo de seu pai para assumir o comando do estado de Zhou, que existiu durante os anos decadentes da dinastia Shang.
Sabe-se factualmente que Boyi Kao não chegou a suceder seu pai. Muitos registros antigos e contos tradicionais afirmam que ele morreu prematuramente, mais precisamente nas mãos do rei Zhou de Shang, um tirano famoso por promover execuções gráficas e arbitrárias de seus bons oficiais. Segundo essas narrativas, Boyi Kao foi vítima de carneamento até a morte, ou lingchi ("mil cortes"), enquanto Ji Chang era prisioneiro em Youli. Conta-se ainda que os restos mortais de Boyi Kao foram-lhe servidos como sopa ou bolo, e que esse acontecimento motivou Ji Chang a buscar vingança contra o rei Zhou, eventualmente levando à destruição da dinastia Shang pela dinastia Zhou.
Boyi Kao é frequentemente descrito como um tocador de cítara muito habilidoso e um jovem de boa conduta moral. Sua condenação à morte supostamente resultou de sua recusa ao flerte da concubina Daji, que desejava se deitar com ele. Ao ser recusada, Daji acusou Boyi Kao de tê-la assediado, recebendo assim do rei a sua punição injustamente. Essa versão da história foi popularizada pela novela histórica Fengshen Yanyi.